# 4228 Nemiro
4228 Nemiro eller 1968 OC1 är en asteroid i huvudbältet som upptäcktes den 25 juli 1968 av de båda sovjetiska astronomerna Jurij Beljaev och Gurij Pljugin på Cerro El Roble. Den är uppkallad efter Andrej A. Nemiro.
Asteroiden har en diameter på ungefär 3 kilometer.